# Kunjo
Kunjo est un comité de développement villageois du Népal situé dans le district de Mustang. Au recensement de 2011, il comptait 711 habitants.